# Eupsilia rufosatellitia
Eupsilia rufosatellitia là một loài bướm đêm trong họ Noctuidae.